# Commune touristique
Commune touristique est un label français octroyé à une commune qui a été reconnue par un préfet comme satisfaisant les critères des textes législatifs, et qui, en conséquence, a reçu la dénomination officielle de « commune touristique ».

## Textes législatifs
Après les classements des stations intervenus avant le 1er janvier 1924 et les textes de 1993, la loi du 14 avril 2006 fixe une nouvelle règlementation sur les communes touristiques, appliquée à partir de mars 2009 dans le cadre du décret n°2008-884 et de l'arrêté du 2 septembre 2008.
Pour être reconnue « touristique », une commune doit offrir une capacité d'hébergement pour l'accueil d'une population non résidente. Une telle commune dispose d'un régime juridique particulier dans différents domaines, tels que, par exemple, le repos hebdomadaire ou la vente de boissons.
Ce statut permet par ailleurs le surclassement démographique du fait d'une surfréquentation saisonnière, d'une majoration de l’indemnité des élus et, sous certaines conditions, de la perception d'un taxe additionnelle aux droits de mutation.
Ces communes disposent nécessairement d'un office de tourisme classé au minimum en catégorie 2. La plupart de ces communes sont regroupées au sein de l'association des communes touristiques.

## Communes concernées
Le 23 février 2019, 1 024 communes françaises de métropole possèdent ce label.
Parmi ces communes, 317 ont obtenu à la même date le label « station classée de tourisme ».

## Pour approfondir